# Jour (Égypte antique)
 (avril 2024).
Le contenu est difficilement compréhensible vu les erreurs de traduction, qui sont peut-être dues à l'utilisation d'un logiciel de traduction automatique.
Dans l'Égypte antique, la journée commençait avec le lever de soleil. La journée durait 24 heures, mais on y utilisait l'heure temporaire, donc chaque jour avait 12 heures de jour égales lorsque le soleil était levé, et 12 heures de nuit égales lorsque le soleil était couché. La durée des heures variait en fonction des périodes de l'année, reflet de l'alternance des saisons. En effet, dans l'Égypte antique, le concept d'heure n'était pas fixe comme il l'est aujourd'hui ; les heures de jour s'allongeaient ou se raccourcissaient selon la saison. Durant l'été, les heures de lumière du jour pouvaient être considérablement plus longues, tandis qu'en hiver, c'étaient les heures de nuit qui s'étendaient. Cette variation était due à l'inclinaison de la Terre et à son orbite autour du soleil, phénomènes qui affectent la quantité de lumière solaire reçue sur différentes parties de la planète au cours de l'année. Les Égyptiens, observateurs minutieux du ciel et des cycles naturels, avaient adapté leur système de mesure du temps pour tenir compte de ces changements, permettant ainsi une répartition plus harmonieuse des activités quotidiennes en harmonie avec le rythme naturel des jours et des nuits au fil des saisons,.

## Définition du jour de l'Égypte ancienne
Le premier jour du mois dans le calendrier lunaire commence le jour de la disparition du croissant de lune à l'aube, avant le lever du soleil. Puisque les dernières heures de la nuit appartiennent au jour d'avant, l'invisibilité de la lune est un signal fiable juste avant le lever du soleil. À la phase de la Lune, l'observation d'un croissant de lune n'est généralement pas possible, car le lever de la lune se produit presque simultanément avec le soleil sans formation de croissant, et la nouvelle lune claire ne peut pas être vue à l'œil nu.
Le jour égyptien antique datait toujours de la période de deux jours juliens ou grégoriens. Les levers héliaques des étoiles ont toujours été calculés selon l'ancien temps, c'est pourquoi ils doivent être antidatés d'un jour dans le calendrier julien ou grégorien. Par exemple, si Sirius, comme signal de la crue du Nil avait son lever héliaque le 20 juin, cet événement du calendrier égyptien antique comptait encore pour le 19 juin. Selon cette définition, les dispositions des nocturlabes et les entrées du livre de Nout sont faits. Là, tous décans visibles sont divisés en phases de lever héliaque, de point culminant acronyque et de coucher acronyque et attribués à un jour égyptien ancien : « Un décan meurt (lever acronyque) et un autre vit (lever héliaque) au début d'un décan. ».

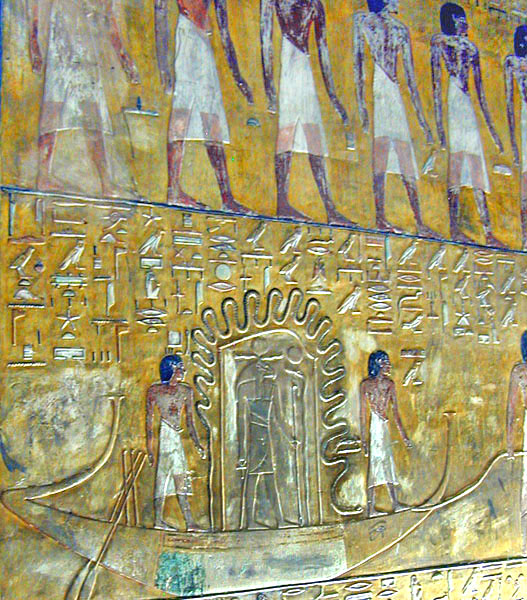
Le dieu solaire Rê dans sa barque solaire (tombe de Séthi Ier KV17)

Le calendrier égyptien était divisé en 36 semaines, chacune comprenant dix jours. Chaque semaine commençait avec le décan, basé sur le lever héliaque du décan correspondant. Les Égyptiens appelaient les cinq derniers jours de l'année jour épagomène.
En égyptologie, il y a eu dans le passé des discussions controversées sur l'heure de début d'une journée dans l'Égypte antique. En raison de déclarations peu claires dans des sources attribuées à la mythologie égyptienne, certains égyptologues ont inclus les crépuscules matinal et vespéral dans les 12 heures de lumière du jour. Cependant, dans les textes de l'astronomie dans l'Égypte antique liés au calendrier de l'Égypte antique, les 12 heures de lumière du jour sont définies du lever au coucher du soleil.
Les définitions données par les égyptologues dans la littérature ancienne se contredisent parfois. Par conséquent, il est possible que la littérature des égyptologues qui définissent le début du jour à partir du crépuscule soit utilisée, alors qu'en même temps, ils fixent ailleurs le début du jour à partir du lever du soleil. Par exemple, Richard Anthony Parker et Otto Eduard Neugebauer établissent que :

« La première heure de la nuit commence avec l'obscurité après le coucher du soleil et aucune étoile n'est nécessaire pour indiquer (la première heure de la nuit (de))… Le lever héliaque était crucial pour la sélection des étoiles du décan, car le décan marque la douzième heure de la nuit (de). »

L'astronomie a considérablement amélioré les récentes avancées en matière de calcul et l'émergence de nouvelles sources textuelles ont conduit à des réévaluations de textes historiques et à des corrections de déclarations erronées dans la littérature ancienne existante en égyptologie. Égyptologues et astronomes confirment uniformément que, contrairement aux « 70 jours invisibles de Sirius (de) » mentionnés dans des sources égyptiennes anciennes, 74 jours peuvent être prouvés astronomiquement sur le site d'observation de Memphis lors de la période thinite. Cette découverte contredit également l’assimilation des 1re et 12e heures du jour aux phases crépusculaires, qui ne pouvaient en outre pas être capturées par le cadran solaire en raison du manque d'ombre. Ainsi, les 12 heures de clarté indiquées sur le cadran solaire égyptien antique faisaient référence au jour lumineux.

### Définition mythologique

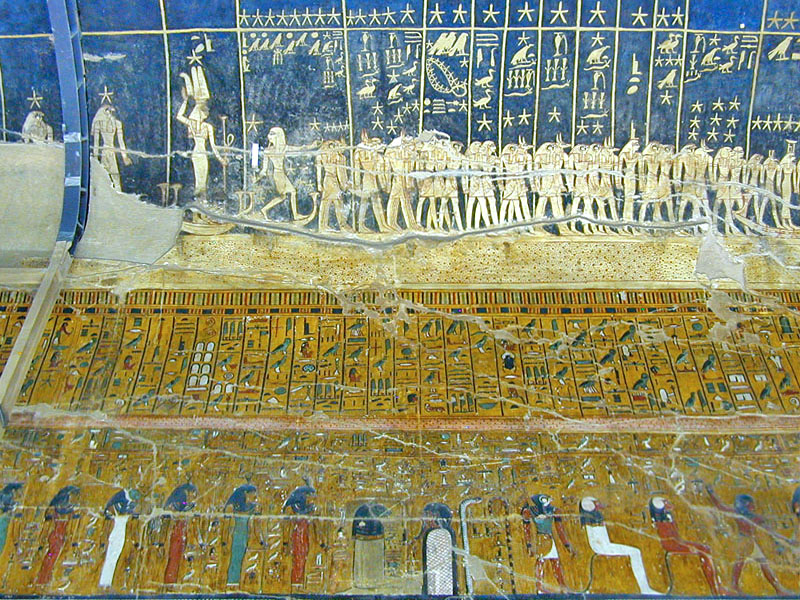
Représentation au plafond de la tombe de Séthi Ier (KV17).

Dans la mythologie égyptienne antique, les heures du crépuscule sont très importantes. Ceci est indiqué dans le calendrier horaire de Ramsès II (de). Dans le tombeau de Séthi Ier (KV17) dans la vallée des Rois, le Livre de Nout explique ceci : « Les deux premières heures de la nuit sont entre les mains et les lèvres de la déesse du ciel Nout ». Quand le dieu Rê entre dans le Douât, c'est comme s'il était avalé. Le changement de « Rê à Héliopolis comme le soleil du jour » à la version du soir d'Atoum montre un moment particulier de « l'entre-deux ».
Dans les récits égyptiens, les deux premières heures de la nuit font parfois encore partie de la journée. C'est parce que les « heures nocturnes » commencent lorsque Rê est avalé. Cette idée s'applique également aux deux dernières heures de nuit. Pendant ceux-ci, Rê renaît de nouveau. Il quitte la Douât mais n'est pas encore apparu à l'horizon comme l'aube. Il apparaît comme le dieu Khépri.

### Définition calendaire

#### Jour

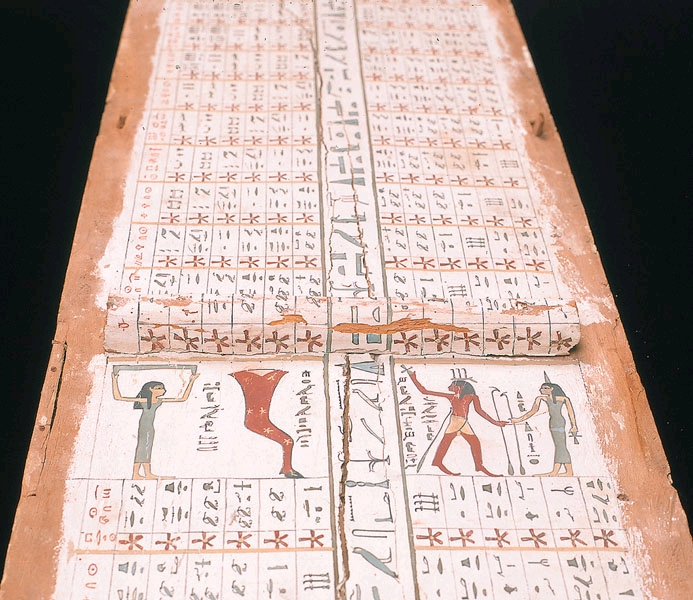
Nocturlabe du Moyen Empire.

Dans les calculs du calendrier de l'ancienne Égypte, la visibilité du soleil est primordiale. Le « jour » est lié à l'apparition du dieu soleil Rê. Les Égyptiens désignaient chaque jour comme « chaque soleil ». Dans le Conte des deux frères, le jour commence lorsque « la terre devient lumineuse pour le jour suivant », ce qui signifie l'aube, qui est également la douzième heure de la nuit. Par conséquent, le temps après le coucher du soleil est considéré comme la « seconde moitié du jour, l'obscurité suivant Rê ».
Christian Leitz n'est pas d'accord avec l'affirmation de Richard Anthony Parker et Otto Eduard Neugebauer selon laquelle « La première heure du jour commence avec l'aube. » Il argumente que cela contredit les sources égyptiennes anciennes. Dans le Livre de Nout et les horloges étoilées diagonales, le lever héliaque (lever du soleil) est programmé pour la 12e heure de la nuit. Les couchers de soirée des étoiles, vus comme entrant dans la Douât, se produisent dans la 1re heure de la nuit.
Le Naos des décades de Nectanébo Ier suggère que l'efficacité des décans commence avec leur point culminant à la fin de la 12e heure de la nuit. Alexandra Von Lieven note que l'aube est la « phase de naissance du dieu solaire », avec Rê toujours sous l'horizon. Les étoiles du décan, intitulées « ceux qui sont nés à la 12e heure de la nuit » à l'aube, se trouvent au-dessus des « portes de sortie de la Douât ».

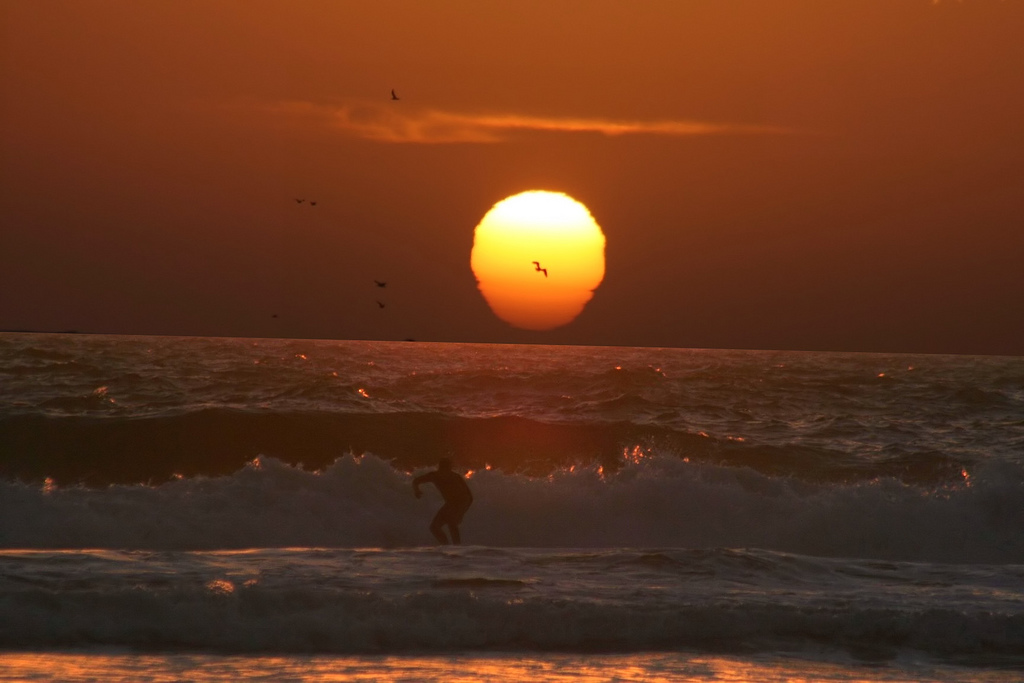
Le dieu solaire Rê immédiatement après avoir quitté les portes du monde souterrain pendant « l'heure qui satisfait ».

Dans la mythologie, la première heure de la journée commence lorsque Rê quitte les régions de Mesqet et de Douât. Le Livre de Nout déclare :

« Rê s'élève vers le ciel dans « l'heure qui satisfait ». Sa forme devient forte et grande. La nuit, les étoiles décans (Bas) apparaissent dans le ciel. Elles suivent Rê dans son ascension lors de « l'heure qui satisfait ». Elles ne sont pas visibles pendant le jour. »

— Livre de Nout, scribe de Séthi Ier.
Les déesses des heures représentent les heures de la journée dans l’Égypte antique. Parker et Neugebauer suggèrent que « l'heure qui satisfait » n'est pas courante dans les textes anciens. En absence dans le Livre de la nuit, c'est dans le Livre du Jour (de) : « La majesté de Rê apparaît à l'heure « Qui révèle la beauté de Rê ». C'est l'heure qui satisfait. » Cette heure apparaît également dans le Livre du Voyage à travers l'éternité concernant le voyage du soleil. Le Papyrus Carlsberg 1, de la période gréco-romaine, est une copie du Livre de Nout et comprend de nouvelles interprétations théologiques.

« Durant « l'heure qui satisfait », au cours de la neuvième heure nocturne, Rê se retire des humains dans la Douât. Les étoiles décans traversent le ciel, invisibles aux humains. Les rayons matinaux de Rê sont son regard sur la terre. »

— Livre de Nout, Papyrus Carlsberg 1.

#### Nuit

Le crépuscule comme première heure de la nuit.

La nuit commence juste après le coucher du soleil, à la 12e heure (de) et se termine au lever du soleil. La douzième heure de la nuit marque la fin de la journée dans l’Égypte antique. Le placement des décans (groupes d'étoiles) sur les horloges étoilées montre que la première heure de la nuit commence juste après le crépuscule. Chaque décan représente une période de dix jours.
Les étoiles décan sont plus sombres que Sirius, elles peuvent donc être vues environ cinquante à soixante minutes après le coucher du soleil. Le décor de ces étoiles, dit achronique (de), marque la fin de la 1re heure de nuit et le début de la 2e heure de nuit.

« Les neuf étoiles de l'étoile du soir (1re heure de la nuit) à l'étoile qui se couche à la fin de la nuit (coucher acronyque)… Lorsque le dieu Rê entre dans la nuit (1re heure), il fait sombre… Rê repose dans la Douât lors de la 2e heure de la nuit. »

— Livre de Nout, chapitre décan

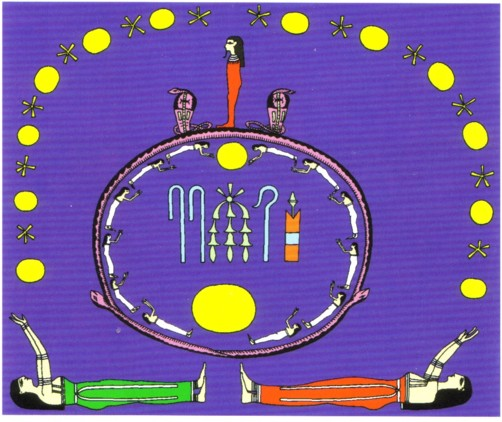
Cours Soleil Nocturne
(Représentation dans KV11).

Dans le Livre de la Nuit, le voyage nocturne du dieu Rê dans sa barque commence à la 2e heure de la nuit. Le dieu Seth est près d'un lac où l'étoile décan mourante (1re heure de la nuit) le touche. Rê commence son voyage après avoir passé la « Porte du Dévoreur de Tout (Seth) » au début de la 2e heure. Une heure de nuit dure cinquante minutes le jour le plus long et soixante-dix minutes le jour le plus court. En Égypte, la nuit, du coucher du soleil à la fin du crépuscule, dure environ quatre-vingt-dix minutes, donc l'obscurité totale commence généralement à la deuxième heure de la nuit.

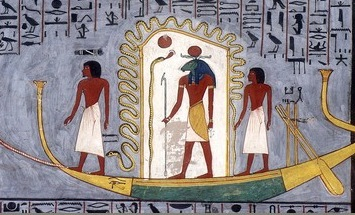
Rê dans la barque du soleil pendant le voyage nocturne.

Après le coucher du soleil, la journée écoulée est appelée « Hier » et « Temps qui n'appartient pas à Rê » dans le « Conte des deux frères ». Les nuits de fête de l’Égypte antique font partie de la journée précédente, même si elles commencent juste après le lever du soleil. Le jour de l'an (de) commence « dans la nuit du cinquième jour de la saison Heriu-renpet ». La nouvelle année commence avec le premier lever du soleil d'Achet I, tandis que la « naissance » de Rê a commencé l'année précédente et se termine au lever du soleil. Sopdet, comme forme d'Isis ou Hathor, aide à l'aube comme une « sage-femme ».

## Durées des jours
La durée d'une heure de jour ou de nuit dans l'Égypte antique changeait en fonction de la saison. Cela variait d'environ une heure neuf minutes à cinquante-et-une minutes.
La durée du jour changeait tout au long de l'année, allant de dix heures vingt-et-une minutes (vers les 21, 22 décembre) à treize heures qu'agate-quatre minutes (vers les 21, 22 juin).
Ces horaires sont basés sur des observations à Memphis. Les valeurs peuvent varier en fonction de la latitude. Les phases crépusculaires durent plus longtemps dans les régions du nord et sont plus courtes dans les régions du sud.
| État de la lumière                    | 20, 21 mars      | 21, 22 juin      | 22, 23 septembre | 21, 22 décembre  |
| ------------------------------------- | ---------------- | ---------------- | ---------------- | ---------------- |
| Crépuscule astronomique               | 4 h 39           | 3 h 22           | 4 h 24           | 5 h 21           |
| Crépuscule nautique                   | 5 h 7            | 3 h 55           | 4 h 52           | 5 h 51           |
| Crépuscule civil                      | 5 h 35           | 4 h 29           | 5 h 20           | 6 h 21           |
| Lever du soleil                       | 6 h 0            | 4 h 55           | 5 h 44           | 6 h 47           |
| Coucher de soleil                     | 18 h 3           | 18 h 56          | 17 h 47          | 16 h 56          |
| Crépuscule civil                      | 18 h 28          | 19 h 22          | 18 h 14          | 17 h 25          |
| Crépuscule nautique                   | 18 h 58          | 19 h 55          | 18 h 47          | 17 h 58          |
| Crépuscule astronomique               | 19 h 29          | 20 h 30          | 19 h 20          | 18 h 31          |
| Durée de la nuit (obscurité totale)   | 19 h 29 – 4 h 38 | 18 h 36 – 3 h 21 | 19 h 20 – 4 h 23 | 18 h 31 – 5 h 20 |
| Durée de la journée (lumière du jour) | 6 h 0 – 18 h 6   | 4 h 55 – 18 h 56 | 5 h 44 – 17 h 47 | 6 h 47 – 16 h 56 |